# Óscar Muñoz
Óscar Muñoz Oviedo (Ariguaní, 9 de maio de 1993) é um taekwondista colombiano.
Óscar Muñoz competiu nos Jogos Olímpicos de 2012, na qual conquistou a medalha de bronze.